# Biserica reformată din Mineu
Biserica reformată din Mineu, Sălaj a fost construită în jur de 1514, transformări în secolul al XVIII-lea. Biserica este clasificată ca monument istoric, cod LMI SJ-II-a-A-05083. În Repertoriul Arheologic Național, monumentul apare cu codul 142596.01.02.
Ansamblul este format din două monumente:
- Biserica reformată (cod LMI SJ-II-m-A-05083.01)
- Clopotniță de lemn (cod LMI SJ-II-m-B-05083.02)

## Biserica reformată
Biserica din Mineu are o planimetrie extrem de interesantă care poate ascunde multe intervenții în cursul existenței sale. Nava are formă dreptunghiulară în plan, calea de acces făcându-se printr-un portal renascentist poziționat pe fațada de V a monument